# Корепанов-Камский, Геннадий Михайлович
Генна́дий Миха́йлович Коре́па́нов-Ка́мский (18 августа 1929 года — 4 мая 2001 года) — советский и российский композитор, певец и педагог; член Союза композиторов СССР с 1969 года.

## Биография
Родился 18 августа 1929 года в деревне Ягвуково, ныне Дебёсского района Удмуртии.
Рано стал сиротой. С детства был одаренным к музыке ребёнком — самостоятельно научился играть на балалайке, гитаре и баяне, выступал на деревенских праздниках.
В 1958 году окончил Московскую консерваторию имени П. И. Чайковского (класс вокала Г. И. Тица и класс композиции В. Г. Фере); в 1970 году — Казанскую консерваторию (класс композиции А. С. Лемана и Н. Г. Жиганова). В 1957—1965 годах Корепанов-Камский — артист Удмуртского музыкально-драматического театра. В 1965—1967 годах был солистом хора Удмуртского телевидения и радио. В 1970—1985 годах работал преподавателем теоретических дисциплин и вокала Ижевского музыкального училища (в 1971—1976 годах его директор). В 1985—1988 годах был директором Музыкального театра Удмуртской АССР.
Умер 4 мая 2001 года в Ижевске.
Геннадий Михайлович Корепанов-Камский стоял у истоков Союза композиторов Удмуртии, был его первым председателем и много сделал для становления этой организации. Избирался депутатом Верховного Совета Удмуртской АССР 6-го и 10-го созывов.

## Память
- Правительством Удмуртии в 2001 году учреждена стипендия имени Корепанова-Камского для поощрения талантливых молодых музыкантов республики[4][5].
- Имя Г. М. Корепанова-Камского присвоено школе искусств в селе Дебёсы[4][5].
- Музей — усадьба Корепанова-Камского в селе Тыловай, открытая 19 августа 2011 года[6].
- В 2020 году Государственный Совет Удмуртской Республики включил день рождения Г. М. Корепанова-Камского в перечень памятных дат республики[7].

## Заслуги и награды
- Награждён орденами Трудового Красного Знамени (1971) и Дружбы народов (1986), орденом Дружбы (1996)[4].
- Заслуженный деятель искусств Удмуртской АССР (1960), народный артист Удмуртской АССР (1970), заслуженный деятель искусств РСФСР (1980)[4].
- Лауреат Государственной премии Удмуртской АССР (1971, 1979)[4].
- Почётный гражданин Удмуртской республики (1998)[4].
- Почётный гражданин Дебёсского района (1999)[4].
- Имя Корепанова-Камского занесено в Почетную Книгу трудовой славы и героизма УАССР (1980)[4].